# 13908 Вельберн
13908 Вельберн (13908 Wölbern) — астероїд головного поясу, відкритий 2 вересня 1978 року.
Тіссеранів параметр щодо Юпітера — 3,644.